# Pachyteles inflatus
Pachyteles inflatus is een keversoort uit de familie van de loopkevers (Carabidae). De wetenschappelijke naam van de soort werd in 1884 gepubliceerd door Henry Walter Bates.